# Juan Orozco
Juan Orozco III (* 14. April 1937 in Madrid; † 15. Februar 2020) war ein spanischer Gitarrenbauer, Saitenhersteller, Konzertveranstalter und Musiker, der zuletzt in Puerto Rico lebte. Bekannt wurde er vor allem als Gitarrenbauer seiner nach ihm benannten Modelle und als Konzertveranstalter in New York City.

## Leben
Geboren und aufgewachsen in Madrid, Spanien, kam Juan Orozco bereits in jungen Jahren mit Gitarren in Kontakt. Sein Vater, Juan Orozco II, war Gitarrenbauer von Beruf. Als dieser 1947 der in Europa tourenden Musikgruppe „Los Índios Tabajaras“ auf einem Konzert seine Gitarren zeigte, erklärten ihm die Musiker, dass es in Südamerika kaum ausgebildete Gitarrenbauer gibt.
Im Jahr 1950 zog Juan Orozco II mit der gesamten Familie nach São Paulo, Brasilien, und fünf Jahre später weiter in die uruguayische Hauptstadt Montevideo. Zu dieser Zeit war Juan Orozco II, der einzige Gitarrenbauer in Uruguay. Juan Orozco III wollte nach seiner Schulzeit zunächst nicht in die Fußstapfen seines Vaters treten und begann ein Architekturstudium. Diesen Weg gab er letztlich doch zu Gunsten des väterlichen Handwerks auf, um im Alter von 23 Jahren seine erste Gitarrenmanufaktur zu gründen.

## Gitarren und Saiten

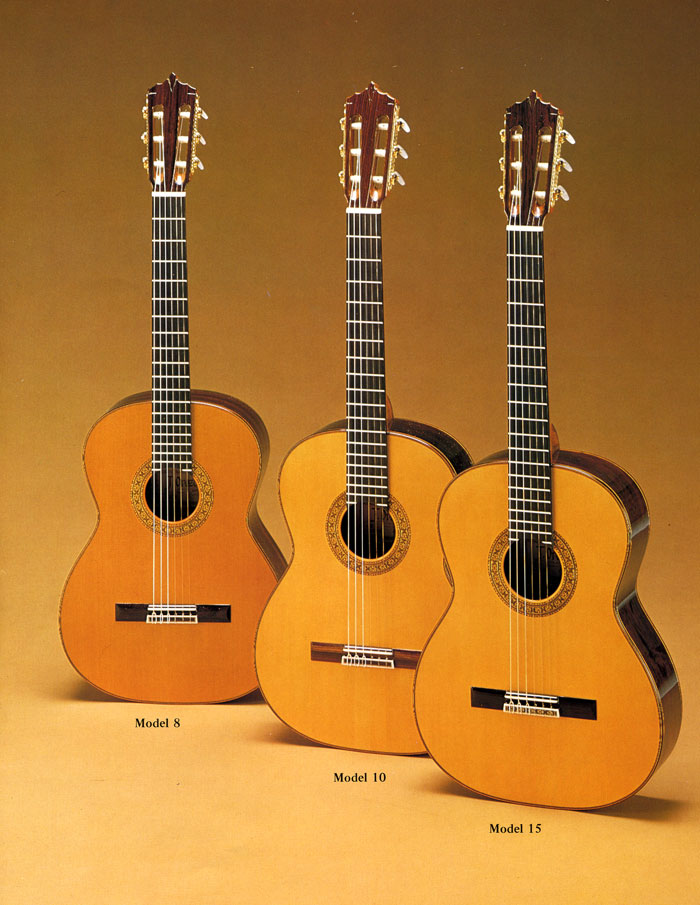
Die Modelle #8, #10 und #15 von Juan Orozco, die ab 1977 produziert wurden.

Juan Orozco gründete im März 1960 mithilfe des Inhabers des größten Musikladens in Montevideo seine erste Gitarrenmanufaktur. Um seine Gitarren zu vermarkten, reiste er im April 1962 für drei Wochen mit dem lateinamerikanischen Trio „Los Panchos“ nach New York, USA. Dort führte Juan Orozco Gespräche mit potentiellen Käufern seiner Instrumente. Allerdings stellte sich schnell heraus, dass die Nachfrage in den USA viel größer ist als erwartet. Mit vollen Auftragsbüchern kehrte Juan Orozco zurück und fertigte, zu diesem Zeitpunkt für den amerikanischen Markt, alle Instrumente in seiner Manufaktur in Uruguay.
Aufgrund der sich verschlechternden politischen und wirtschaftlichen Verhältnisse in Uruguay (vgl. Geschichte Uruguays), entschied sich Juan Orozco für einen Umzug nach New York City. Dort eröffnete er im April 1964 in der 156 W 48th Street sein erstes Geschäft. In denselben Räumlichkeiten werden noch heute Musikinstrumente verkauft. In diesem Geschäft bot Juan Orozco nicht nur Gitarren anderer Hersteller an, sondern fertigte auch weiterhin eigene Modelle. Das Duo „Los Índios Tabajaras“ beispielsweise bezog von ihm Sonderanfertigungen.
Als Gitarrenbauer wusste Juan Orozco um das Potential von Konzertgitarren, war aber gleichzeitig davon überzeugt, dass die Qualität der bestehenden Saiten dem nicht gerecht wurde. Deshalb stellt er seit dem Jahr 1968 unter dem Markennamen „Aranjuez“ selber Saiten her. Nach nur zwei Jahren am Markt waren die Saiten so beliebt, dass sich die Firmen Boosey & Hawkes für Europa sowie Kohno für Japan die exklusiven Vertriebsrechte sichern.
Weil er unter anderem von den Gitarrenmarken Matsuoka, Aria und Kohno begeistert war, reiste er 1969 das erste Mal nach Japan und kaufte handgefertigte Gitarren für sein New Yorker Geschäft, das mittlerweile in 155 W 6th Avenue Ecke Spring Street im 14. Stock ansässig ist. Die Verbindung nach Japan blieb über die Jahre bestehen, sodass Juan Orozco 1976/77 die Maschinen von Mass Hirade erwerben konnte. Dieser arbeitete bereits seit 1968 für Takamine. Ab 1975 expandierte Takamine international und Mass Hirade übernahm den Vorsitz des japanischen Gitarrenbauers, weshalb er auch seine Maschinen verkaufen wollte. Diese Ausrüstung ist noch heute im Besitz von Juan Orozco.
Ab 1977/78 war Juan Orozco maßgeblich an der Entwicklung hochwertiger klassischer Gitarren beteiligt. In Kooperation mit Hoshino Gakki (Markeninhaber von Tama und Ibanez) sowie gemeinsam mit den japanischen Gitarrenbauern Kohno, Sakurai und Matsuoka entstanden die international beachteten Modelle #8, #10 und #15, die gegenwärtig nur auf dem Gebrauchtmarkt zu erstehen sind. Die Modelle #8 und #10 hatten eine massive Fichtendecke und Boden/Zargen aus indischem Palisander. Das Top-Modell No. 15 hatte dagegen einen Boden aus Rio-Palisander (Dalbergia nigra). Zu Beginn der Produktion hatten Orozcos Gitarren noch einen Headstock der an den typischen Fleta-Stil erinnert. Dieser wurde später jedoch durch einen Headstock ersetzt, der charakteristisch für Orozcos Gitarren wurde.
Orozcos Gitarren waren zu dieser Zeit auf der ganzen Welt gefragt, sodass er u. a. ein berühmtes Geschäft in Paris mitbegründete. Die „La Guitarrera“ besteht seit 1982 bis heute.
Seit 1986 bot Juan Orozco zudem spanische Konzertgitarren unter der Marke „Artesano“ an.

## Kulturengagement und Konzerte
Die Gitarrengeschäfte von Juan Orozco waren nie nur reine Verkaufsräume, sondern immer auch Treffpunkt für Gitarristen und kulturelles Zentrum der Szene. Er engagierte sich in NY aktiv für die Popularisierung spanischer Musik. Hierfür startete er die Konzertreihen „New Talents in Concert“ und „Juan Orozco presents:“. Eine damalige Kundin schreibt: „Ich traf Narciso Yepes zum ersten Mal 1972 in Juan Orozcos Gitarrengeschäft, welches zu dieser Zeit das Zentrum der New Yorker Gitarrenszene war.“ (Original Zitat: „I met Narciso Yepes for the first time in 1972, at Juan Orozco’s Guitar shop on West 56th Street which was the center of the guitar world in New York at that time.“)
Juan Orozco gründete außerdem das „National Guitar Institute“ an dem er bis zu 78 Gitarrenlehrer beschäftigte. Unter den Gitarrenkursen finden sich auch Meisterklassen von Künstlern, die bei Juan Orozco auftreten (u. a. Narciso Yepes, Los Romeros, Celedonio Romero, Pepe Romero, Angel Romero, Manuel Barrueco, Manolo Sanlúcar, Carlos Barbosa-Lima oder Ernesto Bitetti). Zudem unterstützte Juan Orozco von den späten 1970er bis zu den frühen 1980er Jahren die wöchentliche Radiosendung „Guitar Around the World“. Es waren sowohl klassische Gitarristen der ersten Hälfte des 20. Jahrhunderts als auch junge Talente zu hören.

## Auszeichnungen
Juan Orozco wurde von König Juan Carlos I. bereits 1977 aufgrund seines wichtigen Beitrags zur Verbreitung der spanischen Kultur das Offizierskreuz des Bürgerverdienstordens verliehen.